# Czerepowa
Czerepowa (ukr. Черепова) – wieś na Ukrainie, w obwodzie chmielnickim, w rejonie chmielnickim, w hromadzie Chmielnicki. W 2001 liczyła 431 mieszkańców, spośród których 427 wskazało jako ojczysty język ukraiński, a 4 rosyjski.